# Marcel Rohrbach
Marcel Rohrbach (Ahun, 8 april 1933 – Le Chesnay, 14 maart 2012) was een Frans wielrenner.
Hij was professioneel wielrenner van 1957 tot 1963. In die jaren boekte hij al zijn zeges in Frankrijk, met uitzondering van de etappe in de Ronde van Spanje.

## Belangrijkste overwinningen
1957
- Eindklassement Critérium du Dauphiné

1958
- 5e etappe Critérium du Dauphiné

1959
- 4e etappe Critérium du Dauphiné

1961
- 1e etappe deel B Ronde van Spanje

## Resultaten in voornaamste wedstrijden
| Jaar | Ronde van Italië | Ronde van Frankrijk | Ronde van Spanje |
| ---- | ---------------- | ------------------- | ---------------- |
| 1957 |                  | 12e                 |                  |
| 1958 |                  | 26e                 |                  |
| 1959 |                  | 51e                 | 11e              |
| 1960 |                  | 9e                  |                  |
| 1961 |                  | opgave              | opgave (1)       |
| 1962 |                  | opgave              |                  |

| Jaar | Parijs-Roubaix | Luik-Bast.‑Luik | Ronde van Lombardije | Parijs-Tours |  | WK op de weg |
| ---- | -------------- | --------------- | -------------------- | ------------ |  | ------------ |
| 1957 |                |                 | 29e                  | 36e          |  |              |
| 1958 | 74e            |                 | 27e                  | 47e          |  |              |
| 1959 |                |                 |                      |              |  |              |
| 1960 |                |                 |                      | 70e          |  | 27e          |
| 1961 |                | Zilver          | 16e                  | 90e          |  |              |
| 1962 |                | 27e             |                      |              |  |              |